# Château Haut-Brion

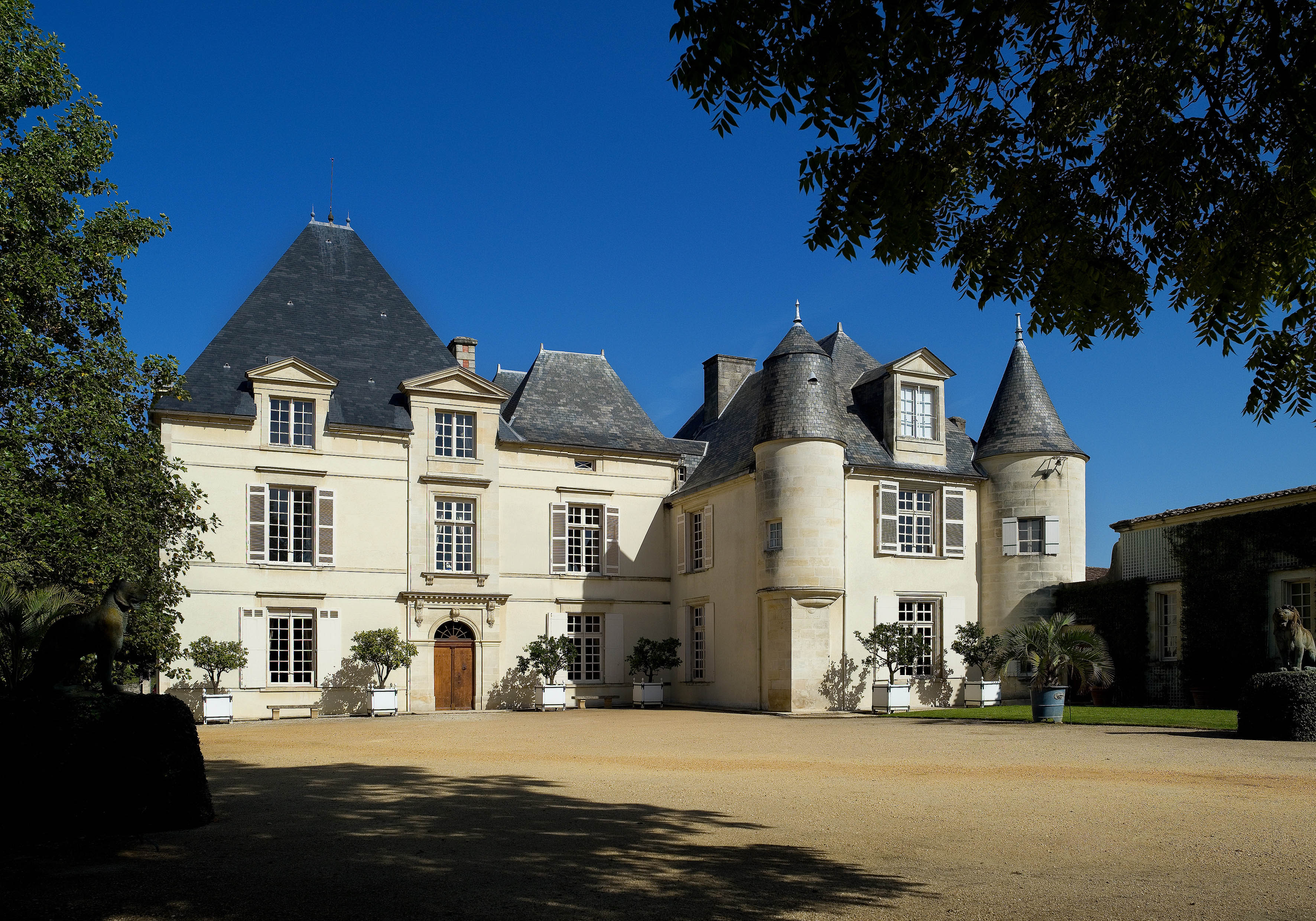
Das Schlossgebäude von Château Haut-Brion.

Das Château Haut-Brion in Pessac bei Bordeaux ist eines der weltweit bekanntesten Weingüter.

## Lage
Das Gut lag früher an der Peripherie von Bordeaux; mittlerweile ist durch das Wachsen des Stadtgebietes das Weingut von der Großstadt eingeschlossen und erfreut sich deshalb eines individuellen Mikroklimas, was sich letztlich auch in dem unverwechselbaren Charakter der Weine niederschlägt.

## Weine
Die Rebfläche von Haut-Brion beträgt 42,5 ha und ist zu 45 % mit Merlot, zu 40 % mit Cabernet Sauvignon und zu 15 % mit Cabernet Franc bestockt. Das Gut erzeugt von seinem Erst- und Zweitwein („Bahans Haut-Brion“, seit 2007 „Le Clarence de Haut-Brion“) zusammen ca. 200.000 Flaschen im Jahr. Es wird auch Weißwein produziert, Haut-Brion Blanc, der mit ca. 8000 Flaschen im Jahr als Rarität vermarktet wird. Seinen Ruf verdankt das Château hingegen seinen Rotweinen:
Hier ist im Besonderen der Jahrgang 1989 zu nennen, dessen Wein der Weinkritiker Robert Parker mit 100 Punkten bewertet hat. Auch die Weine von 1945, 1959 und 1961 wurden mit 100 Punkten bewertet. 
Die Flaschen von Haut-Brion haben eine Besonderheit: Sie sind nicht im normalen Bordeaux-Flaschentyp gehalten. Sie sind gedrungener und konisch, nach oben, zum Hals hin, etwas dicker werdend. Dies macht sie einerseits unverwechselbar, andererseits hat jedoch der einlagernde Weinliebhaber wegen des anderen Kistenformats regelmäßig Schwierigkeiten, sie in gängigen Keller-Lagersystemen zu verstauen.

## Geschichte
Jean de Pontac – auch Jehan de Pontac genannt – (1488–14. April 1589) heiratete die 37-jährige Jeanne de Bellon, die Parzellen von Haut-Brion in die Ehe brachte. Erste schriftliche Erwähnungen von Weinbau auf den Nutzflächen stammen aus dem Jahr 1423.
Jean de Pontac erbaute im Jahr 1550 ein Gutsgebäude auf dem Gelände. In seinem langen Leben war er Notar, Conseiller du Roi und Präsident des Parlement von Bordeaux. Nach seinem Tod ging Château Haut-Brion an seinen vierten Sohn, Arnaud II de Pontac (1530–1605). Arnaud war Priester und wurde bereits im Alter von 27 Jahren zum Bischof von Bazas geweiht. In der Bevölkerung war Arnaud II de Pontac  sehr beliebt, da er einen Großteil seines Vermögens in die Bekämpfung der Armut der Landbevölkerung investierte. 
Geoffroy de Pontac (1576–1649), Neffe von Arnaud II, übernahm nach dessen Tod die Geschicke des Weinguts. Geoffroy liebte den Prunk und erbaute in Bordeaux das Maison Daurade, in dessen Räumen große Mengen von Gold verarbeitet wurden. Der Glanz dieses Hauses berichtet bereits vom Erfolg der Verkaufsaktivitäten von Haut-Brion. Sein Sohn Arnaud III de Pontac (1599–1681) lebte ebenfalls ein Leben im Prunk. Seine Heirat mit Louise-Gabrielle de Thou, der Tochter des Präsidenten des Parlement von Paris, öffnete ihm viele Türen in der Landeshauptstadt. Arnaud III erkannte auch trotz der Konflikte die Bedeutung des englischen Marktes für den Wein und baute die geschäftlichen Beziehungen mit London beständig aus.
Sein Nachfolger, François-Auguste de Pontac (1636–1694), war im Jahr 1653 Präsident des Parlement von Bordeaux. Er hielt sich jedoch häufig in London auf. Vom Schriftsteller Samuel Pepys erfahren wir, dass er in der Royal Oak Tavern einen Ho Bryan trank. Er kommentierte dies am 10. April 1663 mit den Worten and here drank a sort of French wine called Ho Bryan, that hath a good and most perticular taste that I never met with... François-Auguste eröffnete im Jahr 1666 die Taverne „Enseigne de Pontac“.
Die Amtsgeschäfte auf dem Weingut überließ er Bertrand Dubut. Sein aufwendiger Lebensstil war mit den Einkünften des Weinguts nicht vereinbar; mindestens zweimal verlor er fast seinen Besitz und konnte ihn nur durch seinen eigenen Einfluss sowie durch die Fürsprache seiner Gattin Marie-Félicie de Crussol d’Uzès retten. Da die Ehe kinderlos blieb, gingen zwei Drittel von Haut-Brion an seine Schwester Thérèse und das andere Drittel an seinen Neffen Louis-Arnaud Lecomte, Baron von Tresne.
Thérèse de Pontac hatte am 30. September 1654 Jean-Denis d’Aulède de Lestonnac geheiratet. De Lestonnac war Eigner des bekannten Weinguts Château Margaux. Nur 18 Tage nach der Übertragung von Château Haut-Brion an seine Frau starb er. Sein Sohn François-Delphin d’Aulède de Lestonnac führte schließlich beide Güter. 
Als der unverheiratete François-Delphin im Jahr 1746 starb, erbten die Nachfolger seiner Schwester Catherine d’Aulede de Lestonnac die Weingüter, zu denen auch Château de Pez in Saint-Estèphe gehörte. Catherine hatte am 30. August 1682 François-Joseph de Fumel geheiratet. Dieser wurde jedoch im Jahr 1688 im Alter von 28 Jahren in La Réole ermordet, und Cathérine starb im Jahr 1694.
Château Haut-Brion ging somit an den Sohn, Louis de Fumel († 1749), dieser starb aber schon kurz nach dem Erbe.
Joseph de Fumel (1720–1794), dritter Sohn von Louis, erbte die Güter unverhofft früh. Er fügte dem Gut Haut-Brion einen schönen Park hinzu und ließ eine Orangerie sowie diverse Gutsgebäude errichten. Darüber hinaus festigte er den Ruf des Weins in England und über die Familie de Richelieu am französischen Königshof.
Zu Beginn der Französischen Revolution waren die Aktivitäten kaum beeinträchtigt. Fumel trat dem Volk ein kleines Gut namens Château Trompette ab. Seine internationalen Handelsbeziehungen machten ihn jedoch suspekt. Joseph wurde schließlich gefangen genommen und im Jahr 1794 enthauptet.
Nach einer Zeit der Ungewissheit kaufte 1801 der bekannte Staatsmann Charles-Maurice de Talleyrand-Périgord Château Haut-Brion und nutzte die gute Qualität des Weins im Sinne der Diplomatie. Seine politischen Geschäfte ließen ihm jedoch zu wenig Zeit, und er trennte sich bereits 1804 wieder von seinem Weingut.
Von 1804 bis 1836 gehörte das Gut einem Bankier und später einem Weinhändler. Am 12. März 1836 kaufte Joseph-Eugène Larrieu (1777–1859) anlässlich eines öffentlichen Verkaufs das Gut und fügte 1841 das fehlende Drittel des Guts wieder in den Besitz ein. Der Bankier aus Paris war selten vor Ort, hatte sich aber mit einer fähigen Mannschaft in Pessac umgeben.
Bei der Bewertung der Weingüter von Bordeaux anlässlich der Weltausstellung in Paris 1855 wurde die herausragende Stellung von Haut-Brion mit dem Rang eines Premier Cru Classé gekrönt, obwohl es als einziges der damals neu klassifizierten Weingüter nicht direkt auf der Médoc-Halbinsel liegt, sondern im Randbereich der Stadt Bordeaux, in der heutigen Appellation Pessac-Léognan.
Diese Bewertung als Premier Cru erfolgte entlang der in Handelskreisen langjährig geführten Ranglisten, nach den erzielbaren Verkaufspreisen der Weine. 
Außer Haut-Brion fanden sich in der offiziellen Klassifikation von 1855 nur die Güter Château Lafite-Rothschild in Pauillac, Château Latour im gleichen Ort und das Château Margaux als Premier-Cru-Weingüter. 1973 wurde diese Gruppe der Premier Crus um das bis dato zweitklassifizierte Château Mouton-Rothschild erweitert.
Später übernahm der gelernte Jurist Amédée Larrieu (1807–1873) die Geschicke des Guts, verbrachte aber ebenfalls wenig Zeit in Bordeaux. Da er nach seinem Studium zwei Jahre in den Vereinigten Staaten verbrachte, baute er den englischsprachigen Markt weiter aus.
Sein Sohn Eugène Larrieu (1848–1896) hatte in der Folge mit den Rebkrankheiten Reblaus und Mehltau zu kämpfen. Als Eugène kinderlos verstarb, versuchten sich mehrere Neffen mit der Leitung des Guts, konnten den finanziellen Absturz jedoch nicht verhindern. Im Jahr 1923 übernahm die Banque d’Algérie das Gut und gab es im gleichen Jahr per Goldenen Fallschirm an André Gibert weiter. Der Exzentriker Gibert weigerte sich, die Weine über den Weinhandel von Bordeaux zu vermarkten, und brachte sich dabei in die Rolle eines Außenseiters. Im Jahr 1934 bot er das Gut der Stadt Bordeaux als Schenkung an. Einzige Bedingung war, dass die Stadt Bordeaux das Gut nicht aufgeben würde. Die Verhandlungen zögerten sich schließlich hinaus, so dass Gibert Château Haut-Brion an C. Douglas Dillon verkaufte.
Das Gut Haut-Brion ist somit (als einziger Premier Cru übrigens) seit 1935 im Besitz einer amerikanischen Bankiersfamilie, wie auch das gegenüberliegende Weingut La Mission Haut-Brion. Premier-Güter werden in Frankreich als nationale Kulturgüter gesetzlich besonders geschützt: ihr eventueller Erwerber muss Franzose sein. Da der Besitz von Haut-Brion seit den 1930er Jahren nicht mehr wechselte, ist die Inhaberfamilie Dillon hiervon nicht tangiert.
Die Familie Dillon vertraute bei den Tagesgeschäften auf die Loyalität der Familie Delmas. Daneben wurde Haut-Brion anlässlich der Klassifizierung der Graves-Weine im Jahre 1959 auch in die Liste der Crus Classés des Graves aufgenommen. Diese Klassifikation gilt allerdings im Gegensatz zu anderen klassierten Graves nur für den Rotwein; der Weißwein von Haut-Brion ist unklassiert.
Seit 2008 führt Prinz Robert von Luxemburg, Sohn von Joan Dillon, die Geschicke des Hauses.